# Leichtathletik-Europameisterschaften 1998/50 km Gehen der Männer

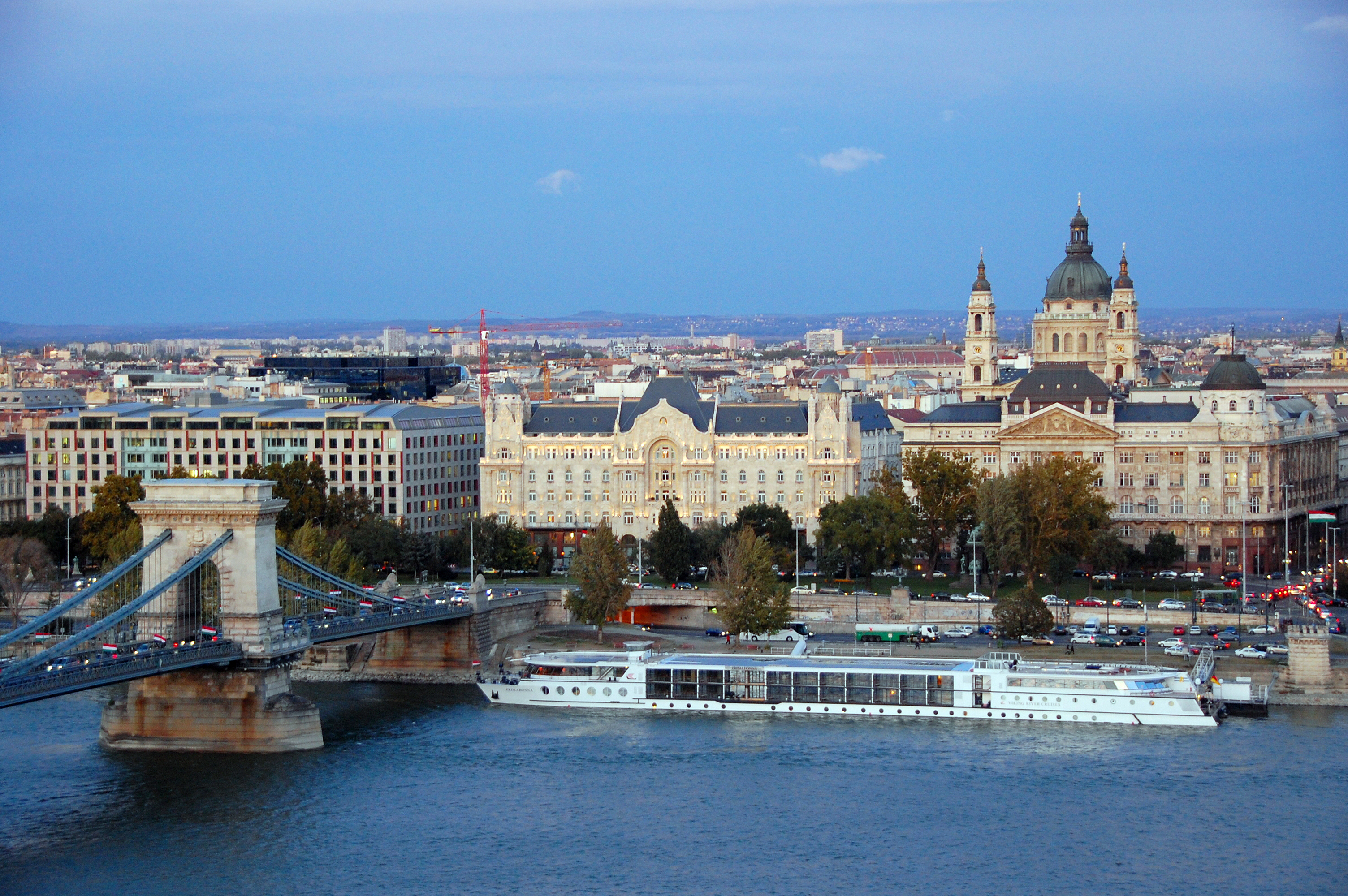
Blick auf Anleger Budapest im Jahr 1998

Das 50-km-Gehen der Männer bei den Leichtathletik-Europameisterschaften 1998 wurde am 21. August 1998 in den Straßen der ungarischen Hauptstadt Budapest ausgetragen.
Europameister wurde der polnische Olympiasieger von 1996, WM-Dritte von 1995 und Weltmeister von 1997 Robert Korzeniowski. Den zweiten Rang belegte der finnische Weltmeister von 1995 Valentin Kononen. Der Russe Andrei Plotnikow errang die Bronzemedaille.

## Bestehende Rekorde / Bestleistungen
Anmerkung:

Rekorde wurden damals im Marathonlauf und Straßengehen wegen der unterschiedlichen Streckenbeschaffenheiten mit Ausnahme von Meisterschaftsrekorden nicht geführt.
| Weltbestzeit         | 3:37:41 h | Andrei Perlow  | Leningrad (heute St. Petersburg) Sowjetunion (heute Russland) | 5. August 1989  |
| Europabestzeit       | 3:37:41 h | Andrei Perlow  | Leningrad (heute St. Petersburg) Sowjetunion (heute Russland) | 5. August 1989  |
| Meisterschaftsrekord | 3:40:55 h | Hartwig Gauder | EM Stuttgart, BR Deutschland                                  | 31. August 1986 |

Der bestehende EM-Rekord wurde bei diesen Europameisterschaften nicht erreicht. Mit seiner Siegerzeit von 3:43:51 h blieb der polnische Europameister Robert Korzeniowski 2:56 min über dem Rekord. Zur Welt- und Europabestzeit fehlten ihm 6:10 min.

## Legende
Kurze Übersicht zur Bedeutung der Symbolik – so üblicherweise auch in sonstigen Veröffentlichungen verwendet:
| DNF | Wettkampf nicht beendet (did not finish) |
| DSQ | disqualifiziert                          |

## Durchführung
Hier gab es keine Vorrunde, alle 42 Geher traten gemeinsam zum Finale an.

## Ergebnis
21. August 1998

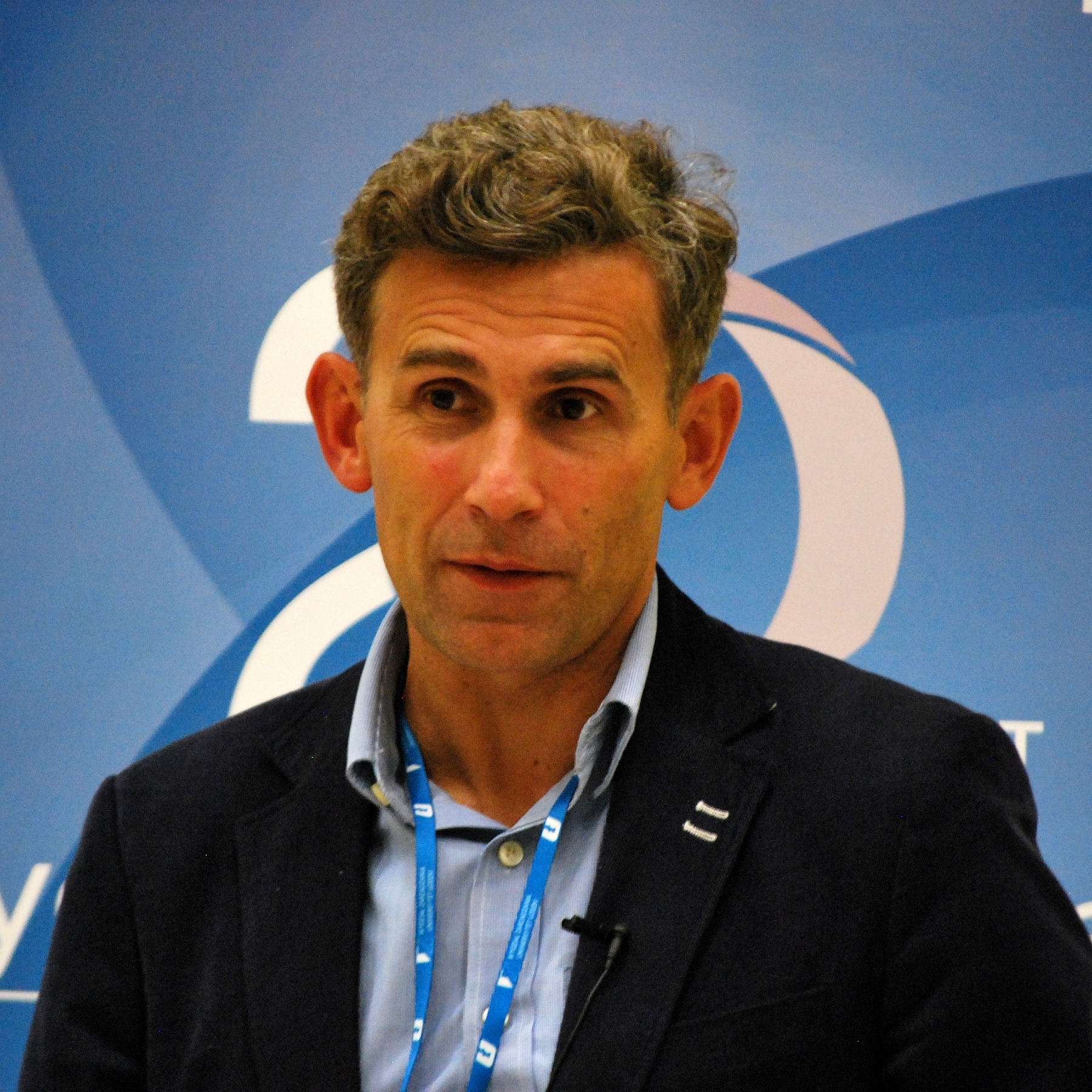
Der Europameister Robert Korzeniowski errang hier seinen zweiten großen Titel und wurde zu einem der erfolgreichsten Geher der Leichtathletikgeschichte

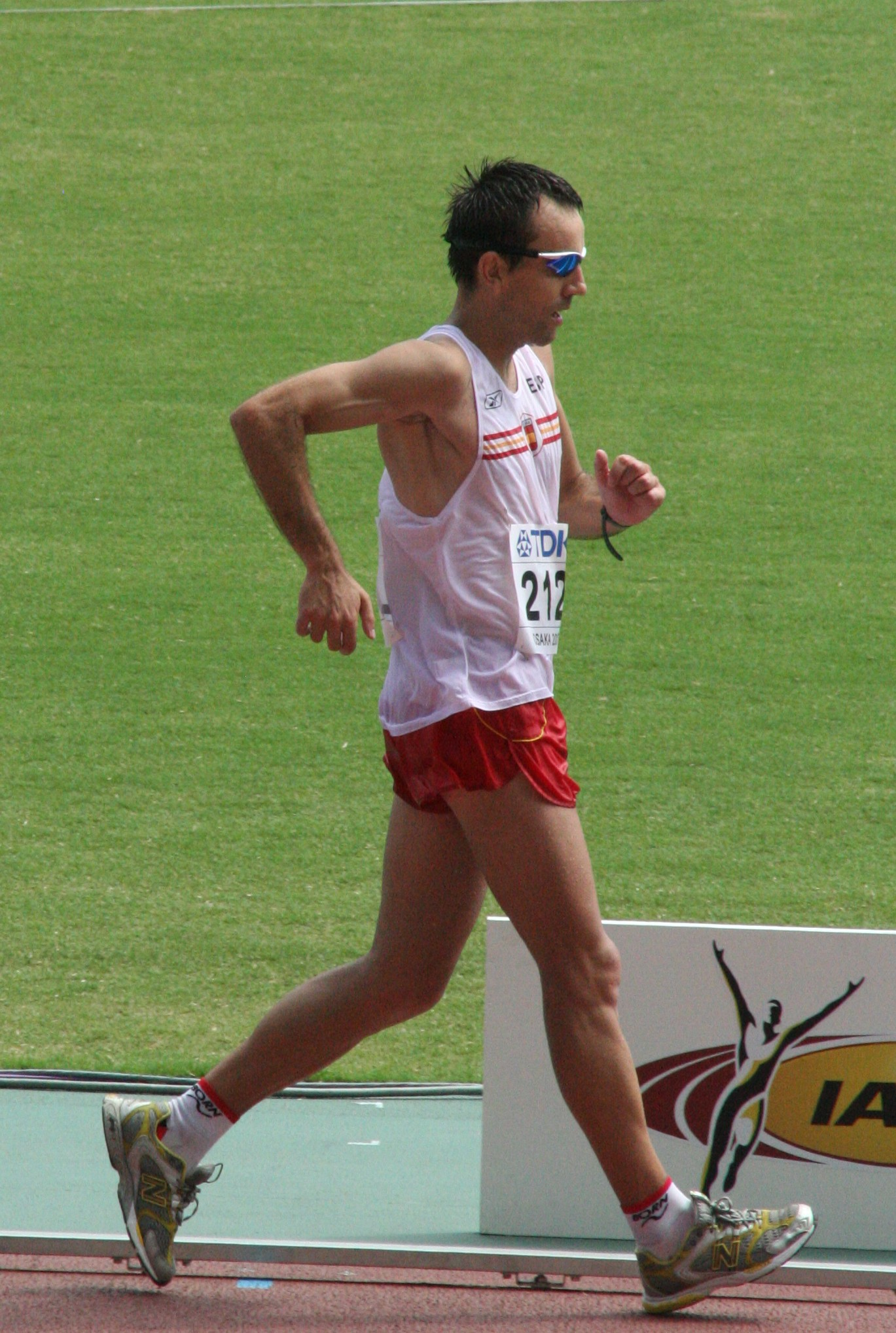
Mikel Odriozola kam auf den vierten Platz

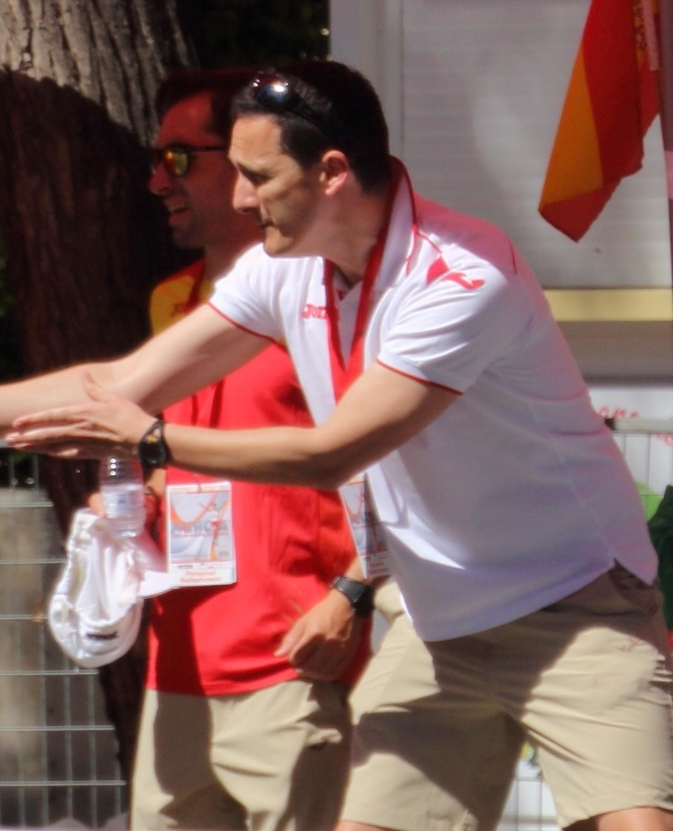
Santiago Perez belegte Rang sechs

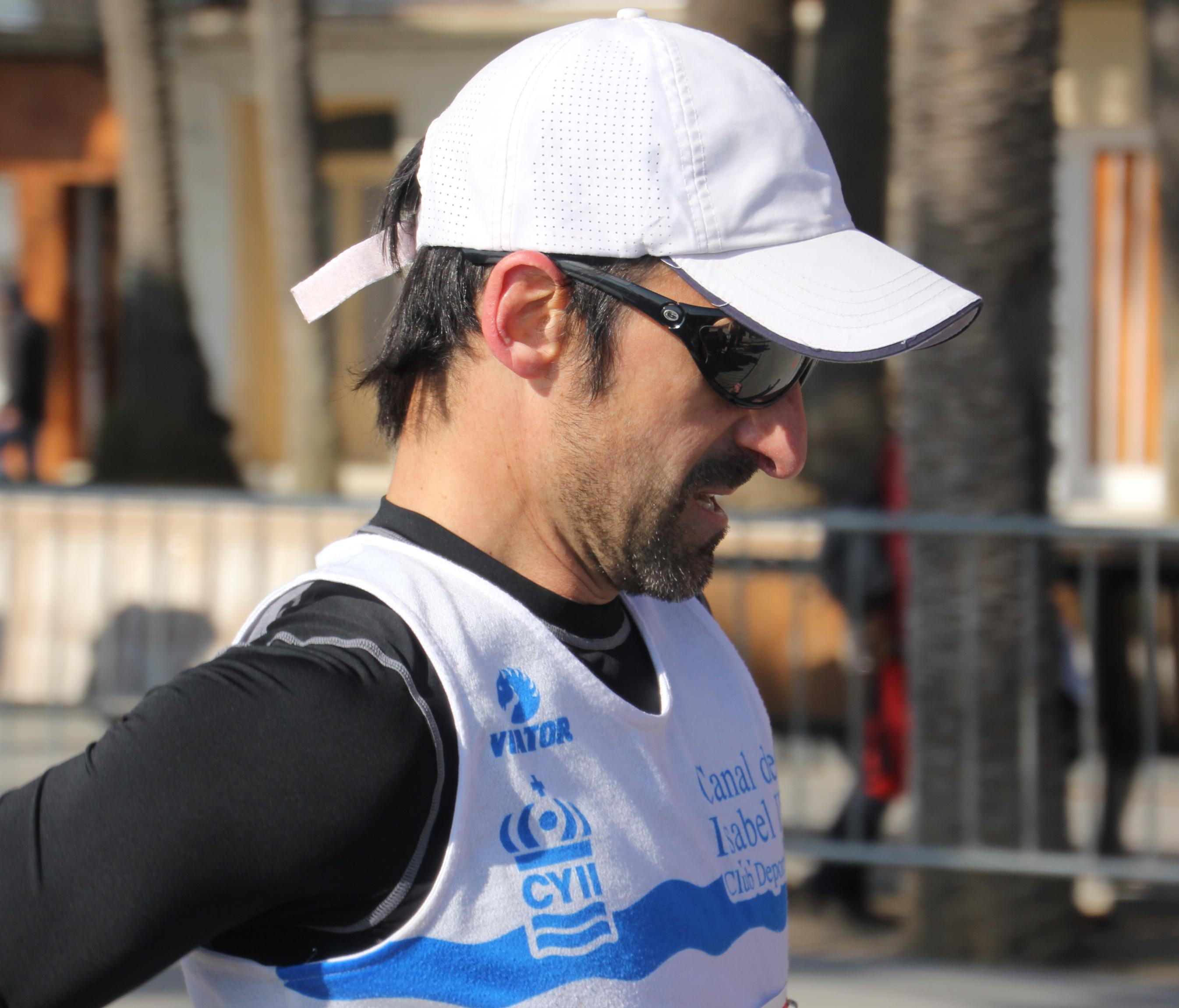
Jesús Ángel García gehörte zu den sieben disqualifizierten Gehern

Anmerkung: In den Quellen unten genannten finden sich voneinander abweichende Versionen des Resultats bei den Gehern, die disqualifiziert wurden bzw. den Wettbewerb nicht beendeten.
- Der Franzose Thierry Toutain wird auf der Webseite der EAA[2] und dem "Statistics Handbook"[3] – beide gehen auf www.european-athletics.org zurück – als disqualifiziert benannt. Bei todor66.com[4] wird Toutain dagegen unter den Gehern geführt, die den Wettbewerb nicht beendeten.
- Der Weißrusse Vitaliy Gordey ist bei todor66.com[4] als disqualifiziert gelistet. Auf der Webseite der EAA[2] und im "Statistics Handbook"[3] wird dieser Athlet nicht aufgeführt.

| Platz | Name                 | Nation         | Zeit (h)                                                  |
| ----- | -------------------- | -------------- | --------------------------------------------------------- |
| 1     | Robert Korzeniowski  | Polen          | 3:43:51                                                   |
| 2     | Valentin Kononen     | Finnland       | 3:44:29                                                   |
| 3     | Andrei Plotnikow     | Russland       | 3:45:53                                                   |
| 4     | Mikel Odriozola      | Spanien        | 3:47:27                                                   |
| 5     | Tomasz Lipiecz       | Polen          | 3:48:05                                                   |
| 6     | Santiago Perez       | Spanien        | 3:48:17                                                   |
| 7     | Arturo Di Mezza      | Italien        | 3:48:49                                                   |
| 8     | Denis Trautmann      | Deutschland    | 3:49:46                                                   |
| 9     | René Piller          | Frankreich     | 3:51:03                                                   |
| 10    | Sylvain Caudron      | Frankreich     | 3:54:43                                                   |
| 11    | Robert Ihly          | Deutschland    | 3:55:31                                                   |
| 12    | Peter Tichý          | Slowakei       | 3:55:37                                                   |
| 13    | Štefan Malík         | Slowakei       | 3:57:35                                                   |
| 14    | Spirídon Kastánis    | Griechenland   | 3:58:28                                                   |
| 15    | Antero Lindman       | Finnland       | 3:58:45                                                   |
| 16    | Nikolai Matjuchin    | Russland       | 3:59:23                                                   |
| 17    | José Magalhães       | Portugal       | 3:59:46                                                   |
| 18    | Miloš Holuša         | Tschechien     | 4:01:38                                                   |
| 19    | Trond Nymark         | Norwegen       | 4:02:33                                                   |
| 20    | Bengt Bengtsson      | Schweden       | 4:02:43                                                   |
| 21    | Peter Korčok         | Slowakei       | 4:04:17                                                   |
| 22    | Ervin Leczki         | Ungarn         | 4:04:54                                                   |
| 23    | Jacob Sørensen       | Dänemark       | 4:05:29                                                   |
| 24    | Zóltan Czukor        | Ungarn         | 4:09:02                                                   |
| 25    | Klaus David Jensen   | Dänemark       | 4:15:49                                                   |
| DNF   | Jauhen Misjulja      | Belarus        |                                                           |
| DNF   | Modris Liepiņš       | Lettland       |                                                           |
| DNF   | Jan Staaf            | Schweden       |                                                           |
| DNF   | Pascal Charrière     | Schweiz        |                                                           |
| DNF   | Giovanni Perricelli  | Italien        |                                                           |
| DNF   | Aleksandar Raković   | BR Jugoslawien |                                                           |
| DNF   | Stanisław Stosik     | Polen          |                                                           |
| DNF   | Daugvinas Zujus      | Litauen        |                                                           |
| DNF   | Alessandro Mistretta | Italien        |                                                           |
| DSQ   | Oleg Ischutkin       | Russland       |                                                           |
| DSQ   | Wiktor Ginko         | Belarus        |                                                           |
| DSQ   | Axel Noack           | Deutschland    |                                                           |
| DSQ   | Jesús Ángel García   | Spanien        |                                                           |
| DSQ   | Peter Ferrari        | Schweden       |                                                           |
| DSQ   | Gábor Lengyel        | Ungarn         |                                                           |
| DSQ   | Thierry Toutain      | Frankreich     | bei todor66.com als "disqualifiziert" gelistet            |
| DSQ   | Vitaliy Gordey       | Belarus        | bei der EAA und im "Statistics Handbook" nicht aufgeführt |

## Videolink
- Campeonato de Europa Budapest 1998, 50km marcha, youtube.com (englisch), abgerufen am 7. Januar 2023